# توپ طلای ۱۹۹۱
توپ طلای ۱۹۹۱ (فرانسوی: 1991 Ballon d'Or‎) ۳۶مین رویداد سالیانهٔ توپ طلا بود که از سوی مجلهٔ فرانس فوتبال به بهترین بازیکن فوتبال در سال ۱۹۹۱ اعطا گردید که در این سال، ژان-پی‌یر پاپن برندهٔ توپ طلا شد.

## رتبه‌بندی
| ردیف | نام                | باشگاه                           | ملیت                                                     | امتیاز |
| ---- | ------------------ | -------------------------------- | -------------------------------------------------------- | ------ |
| ۱    | ژان-پیر پاپن       | فرانسه                           | باشگاه فوتبال المپیک مارسی                               | ۱۴۱    |
| ۲    | لوتار ماتئوس       | آلمان                            | باشگاه فوتبال اینتر میلان                                | ۴۲     |
| ۲    | دارکو پانچف        | جمهوری فدرال سوسیالیستی یوگسلاوی | باشگاه فوتبال ستاره سرخ بلگراد                           | ۴۲     |
| ۲    | دژان ساویسویچ      | جمهوری فدرال سوسیالیستی یوگسلاوی | باشگاه فوتبال ستاره سرخ بلگراد                           | ۴۲     |
| ۵    | روبرت پروسینچکی    | جمهوری فدرال سوسیالیستی یوگسلاوی | باشگاه فوتبال ستاره سرخ بلگراد باشگاه فوتبال رئال مادرید | ۳۴     |
| ۶    | گری لینکر          | انگلستان                         | باشگاه فوتبال تاتنهام هاتسپر                             | ۳۳     |
| ۷    | جانلوکا ویالی      | ایتالیا                          | باشگاه فوتبال سمپدوریا                                   | ۱۸     |
| ۸    | میودراگ بلوددیچ    | رومانی                           | باشگاه فوتبال ستاره سرخ بلگراد                           | ۱۵     |
| ۹    | مارک هیوز          | ولز                              | باشگاه فوتبال منچستر یونایتد                             | ۱۲     |
| ۱۰   | کریس وادل          | انگلستان                         | باشگاه فوتبال المپیک مارسی                               | ۱۱     |
| ۱۱   | میکل لادروپ        | دانمارک                          | باشگاه فوتبال بارسلونا                                   | ۷      |
| ۱۲   | رودی فولر          | آلمان                            | باشگاه فوتبال آ.اس. رم                                   | ۵      |
| ۱۳   | تکسیکی بگیریستین   | اسپانیا                          | باشگاه فوتبال بارسلونا                                   | ۳      |
| ۱۳   | Stéphane Chapuisat | سوئیس                            | باشگاه فوتبال بروسیا دورتموند                            | ۳      |
| ۱۳   | برونو مارتینی      | فرانسه                           | باشگاه فوتبال اوسر                                       | ۳      |
| ۱۳   | پل مک‌گرت           | جمهوری ایرلند                    | باشگاه فوتبال استون ویلا                                 | ۳      |
| ۱۳   | دین ساندرز         | ولز                              | باشگاه فوتبال دربی کانتی باشگاه فوتبال لیورپول           | ۳      |
| ۱۳   | هریستو استویچکوف   | بلغارستان                        | باشگاه فوتبال بارسلونا                                   | ۳      |
| ۱۹   | روبرتو مانچینی     | ایتالیا                          | باشگاه فوتبال سمپدوریا                                   | ۲      |
| ۱۹   | مارکو فان باستن    | هلند                             | باشگاه فوتبال آ.ث. میلان                                 | ۲      |
| ۲۱   | گیدو بوخوالد       | آلمان                            | باشگاه فوتبال اشتوتگارت                                  | ۱      |
| ۲۱   | توماس دول          | آلمان                            | باشگاه فوتبال لاتزیو                                     | ۱      |
| ۲۱   | اشتفان افنبرگ      | آلمان                            | باشگاه فوتبال بایرن مونیخ                                | ۱      |
| ۲۱   | رود گولیت          | هلند                             | باشگاه فوتبال آ.ث. میلان                                 | ۱      |
| ۲۱   | گئورگی هاجی        | رومانی                           | باشگاه فوتبال رئال مادرید                                | ۱      |
| ۲۱   | الکسی میخایلیچنکو  | اتحاد جماهیر شوروی               | باشگاه فوتبال رنجرز                                      | ۱      |
| ۲۱   | گری پالیستر        | انگلستان                         | باشگاه فوتبال منچستر یونایتد                             | ۱      |
| ۲۱   | دیمیتری ساراواکش   | یونان                            | باشگاه فوتبال پاناتینایکوس                               | ۱      |
| ۲۱   | جانلوکا پالیوکا    | ایتالیا                          | باشگاه فوتبال سمپدوریا                                   | ۱      |
| ۲۱   | Guy Hellers        | لوکزامبورگ                       | باشگاه فوتبال استاندارد لیژ                              | ۱      |
| ۲۱   | لوران بلان         | فرانسه                           | باشگاه فوتبال ناپولی                                     | ۱      |